# Arco di Marco Aurelio (Roma)
L'arco di Marco Aurelio (in latino Arcus Marci Antonini) era un arco trionfale romano ubicato a Roma, probabilmente nella regione del Campo Marzio, nei pressi dell'attuale Piazza Colonna e della Colonna di Marco Aurelio.

## Storia
L'esistenza dell'arco, dedicato dal Senato romano all'imperatore Marco Aurelio, è attestata grazie a fonti letterarie e ad un'iscrizione, oggi perduta ma visibile ancora in età carolingia quando fu trascritta dall'anonimo di Einsiedeln, grazie al quale è stata tramandata. L'arco fu verosimilmente inaugurato durante la prima fase delle guerre marcomanniche (tra il 173 ed il 176), che si concluse con il trionfo dell'"imperatore filosofo" e del figlio Commodo sulle genti germaniche e sarmatiche (dicembre del 176).

## Topografia
L'esistenza di un arco dedicato all'imperatore Marco Aurelio è ipotizzata sulla base di un ciclo di dodici rilievi (otto reimpiegati sull'arco di Costantino, tre conservati nel Palazzo dei Conservatori dei Musei Capitolini e un ultimo, scomparso, di cui resta un frammento oggi a Copenaghen). I rilievi, scolpiti in due riprese, nel 173 e nel 176 erano stati attribuiti ad un arcus aureus o arcus Panis Aurei in Capitolio citato dalle fonti medioevali e che sorgeva sulle pendici del Campidoglio, all'incrocio tra la via Lata e il clivus Argentarius, non lontano dalla chiesa dei Santi Luca e Martina, dove i tre rilievi dei Musei Capitolini erano stati riutilizzati. Un altro possibile sito dove potrebbe essere sorto quest'arco è nei pressi della colonna di Marco Aurelio quale entrata monumentale al porticato circostante il monumento coclide e ad un tempio dedicato allo stesso imperatore ed alla moglie Faustina minore.
| Planimetria del Campo Marzio centrale |
| --- |
| Terme di Nerone Stadio di Domiziano Pantheon Basilica di Nettuno Terme di Agrippa Stagnum ? Odeon di Domiziano Insulae d'epoca adrianea Magazzini ? Magazzini ? Magazzini ? Saepta Iulia Diribitorium Porticus Divorum Aqua Virgo Arco di Claudio Porticus Vipsania Caserma della I coorte dei Vigiles Iseum Tempio di Minerva Calcidica Ara di Marte Via Flaminia Via Flaminia Tempio di Adriano Tempio di Matidia Teatro di Pompeo Templi di Largo Argentina Portico di Minucio Colonna di Marco Aurelio T. di M.Aurelio e Faustina (?) Arco di M.Aurelio (?) Colonna di Antonino Pio Ustrino di Faustina maggiore Ustrino di Faustina minore Via Recta Portico e tempio del Bonus Eventus Portico di Pompeo Arcus Novus Portico di Meleagro Portico degli Argonauti Piazza della Rotonda Villa Publica |

## Caratteristiche
L'esistenza di un arco dedicato all'imperatore Marco Aurelio è ipotizzata sulla base di un ciclo di dodici rilievi (otto reimpiegati sull'arco di Costantino, tre conservati nel Palazzo dei Conservatori dei Musei Capitolini e un ultimo, scomparso, di cui resta un frammento oggi a Copenaghen).
In ogni caso, sia il soggetto comune ai 12 pannelli, che raccontano le imprese militari di Marco Aurelio durante le guerre marcomanniche, sia la presenza fissa alle spalle dell'imperatore di Tiberio Claudio Pompeiano, genero di Marco Aurelio e per un certo periodo suo successore in pectore, fanno propendere per un'origine comune dei rilievi.

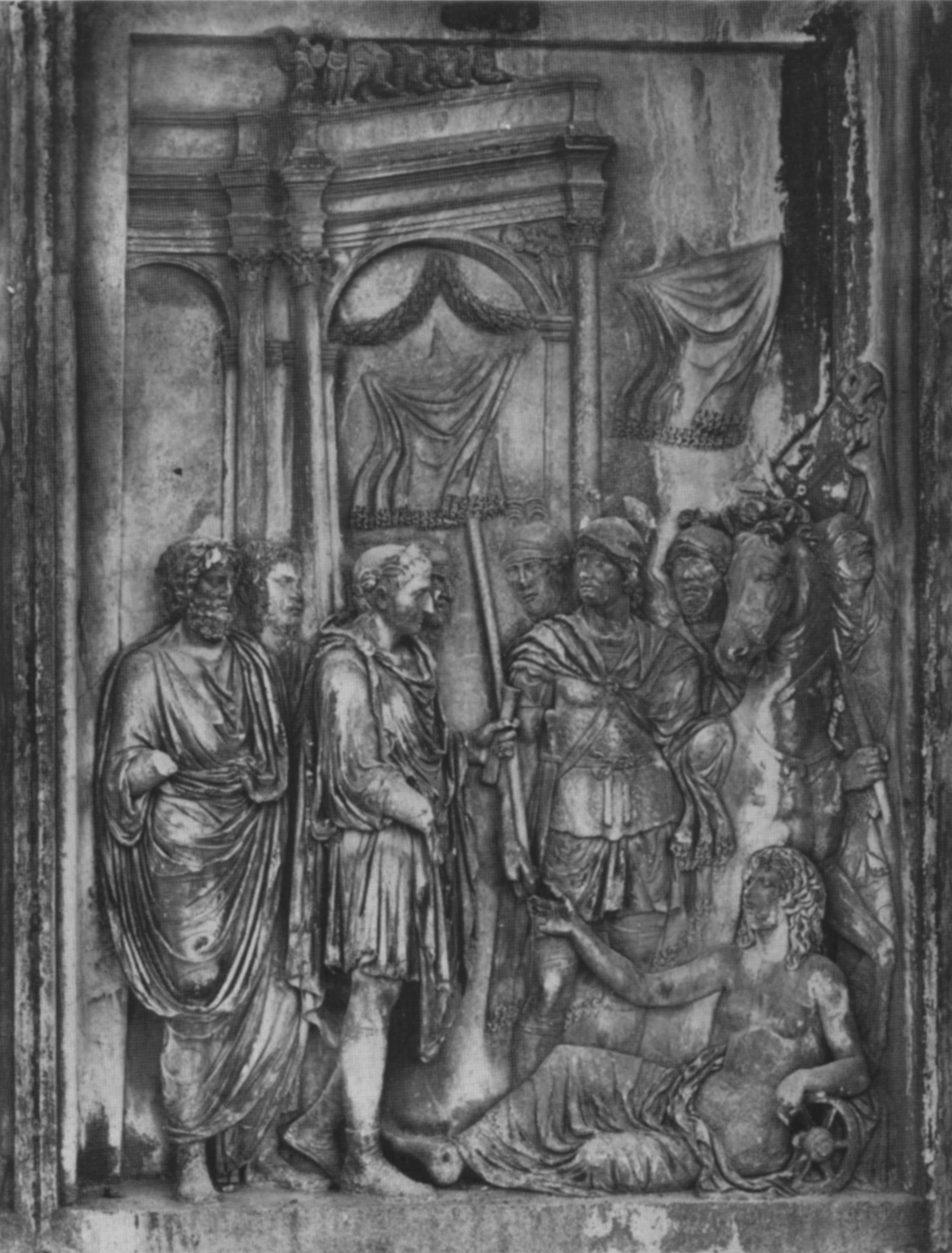
Profectio (Arco di Costantino)
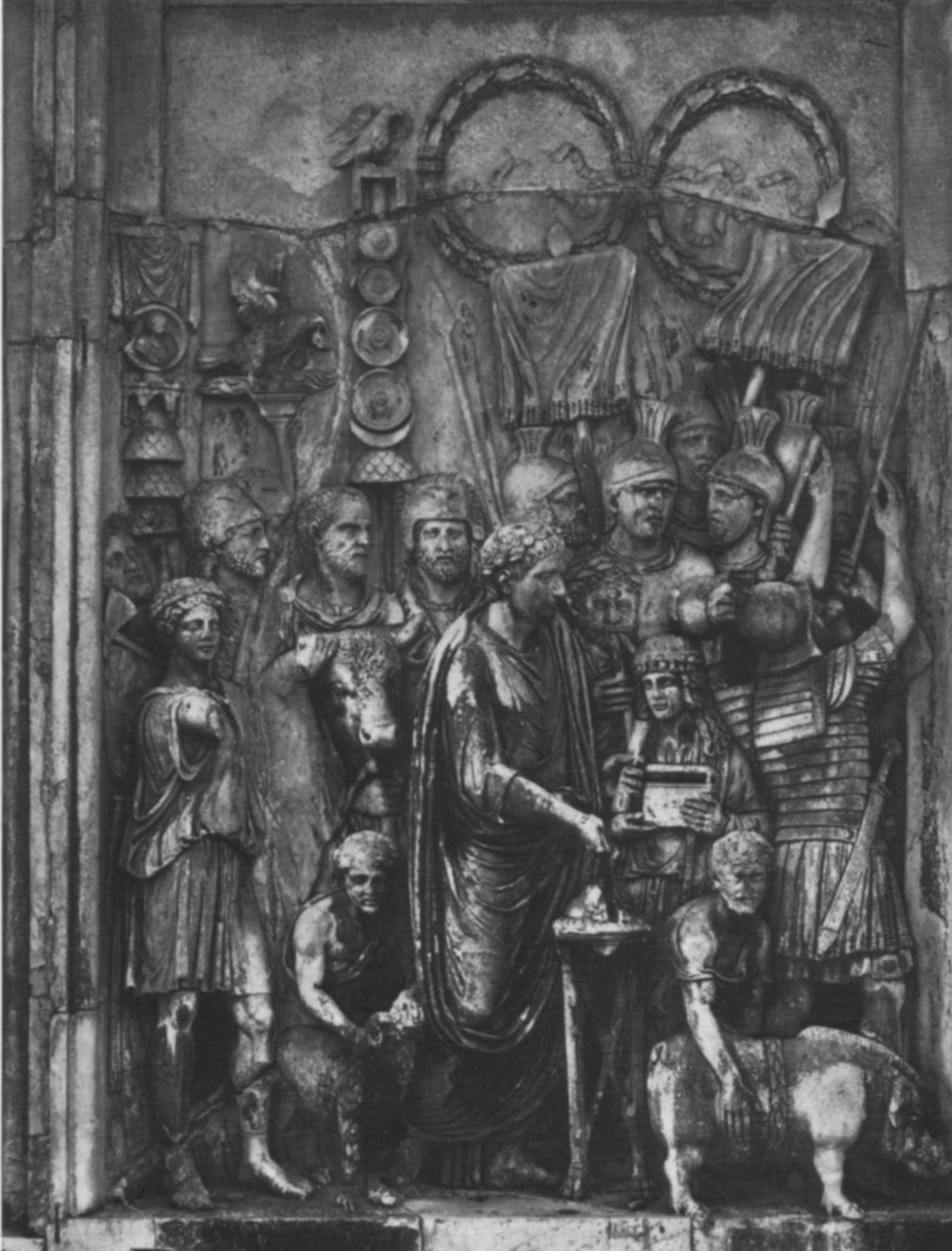
Lustratio (Arco di Costantino)
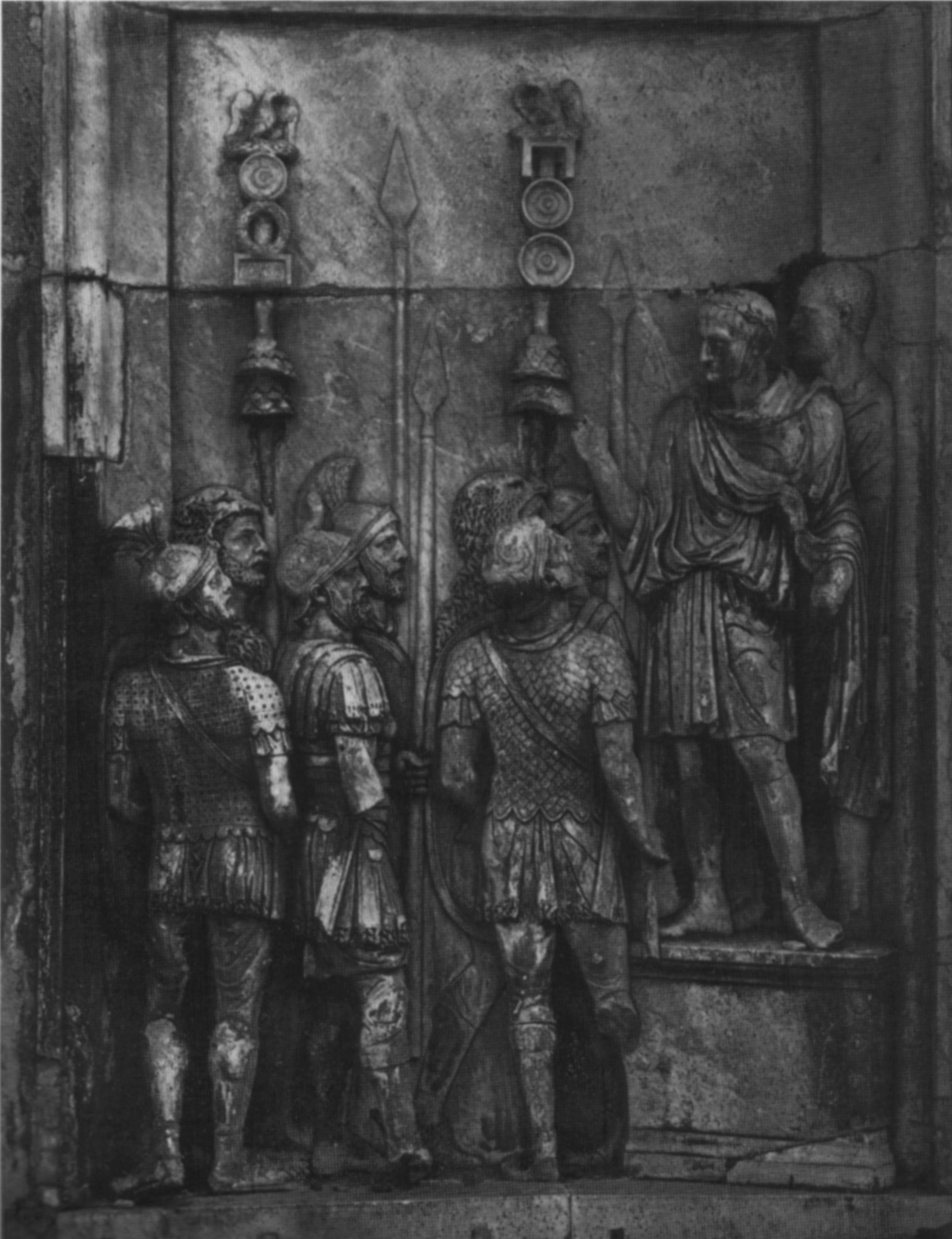
Adlocutio (Arco di Costantino)
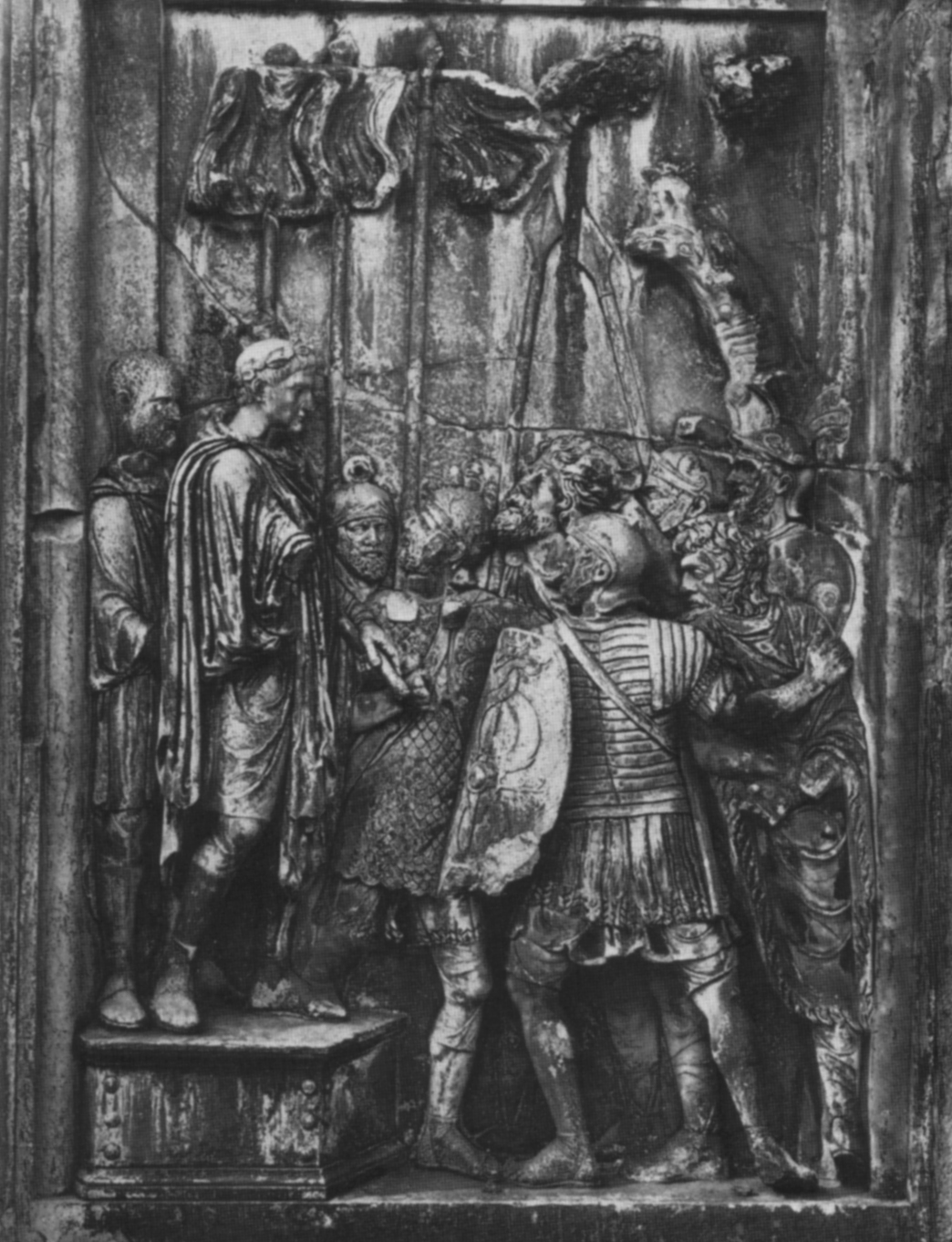
Captivi (Arco di Costantino)
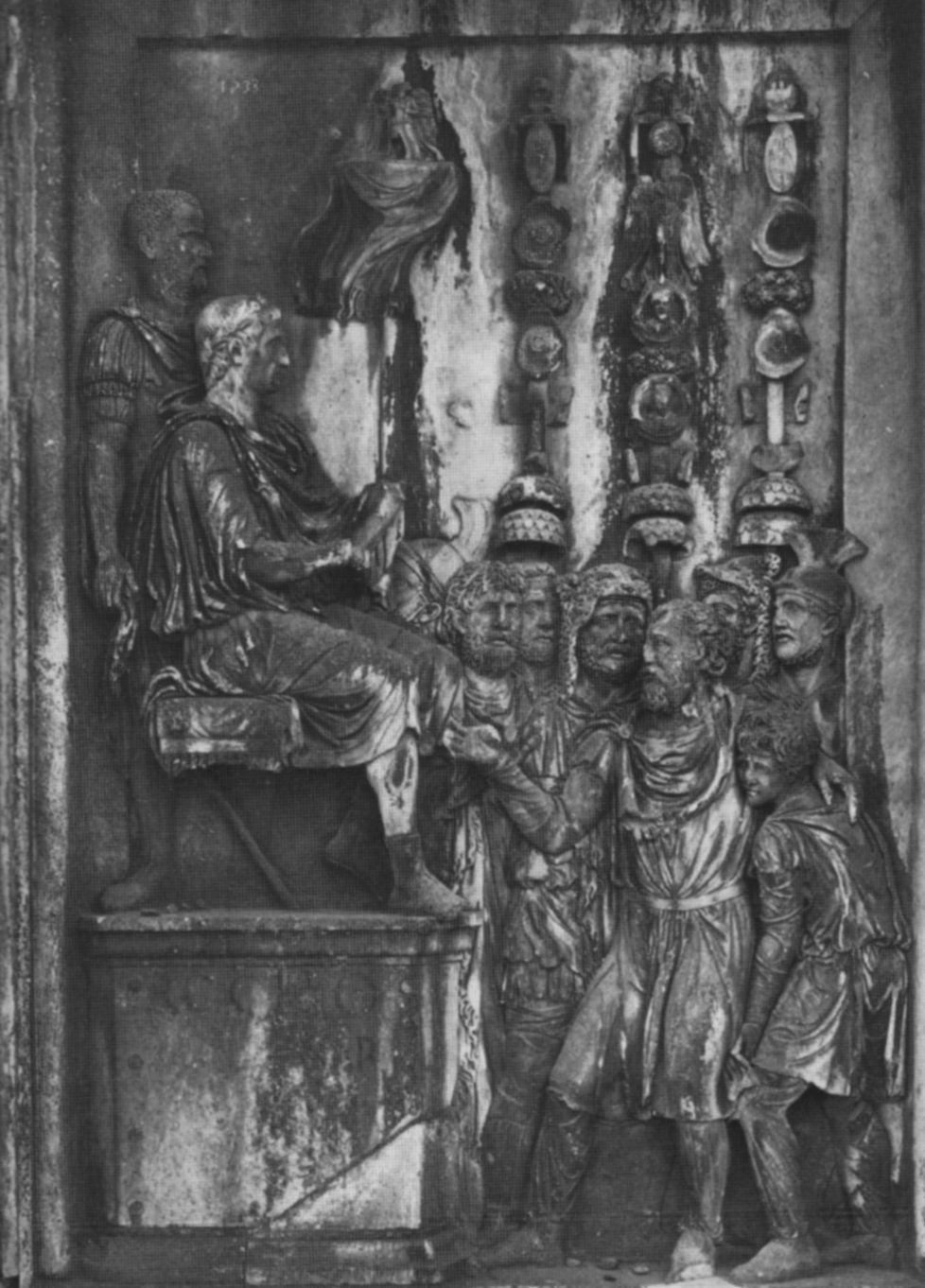
Clementia (Arco di Costantino)
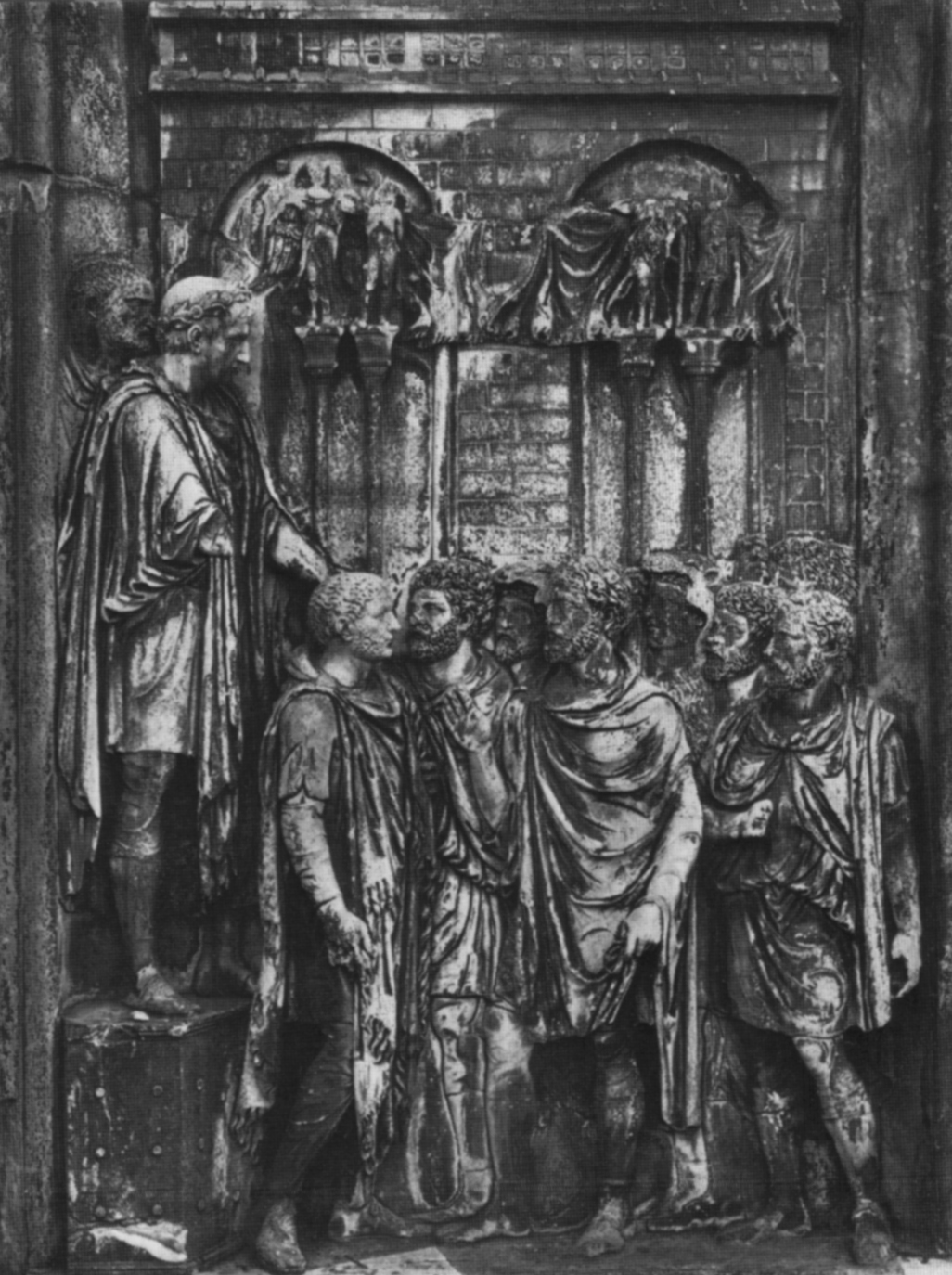
Rex datus (Arco di Costantino)
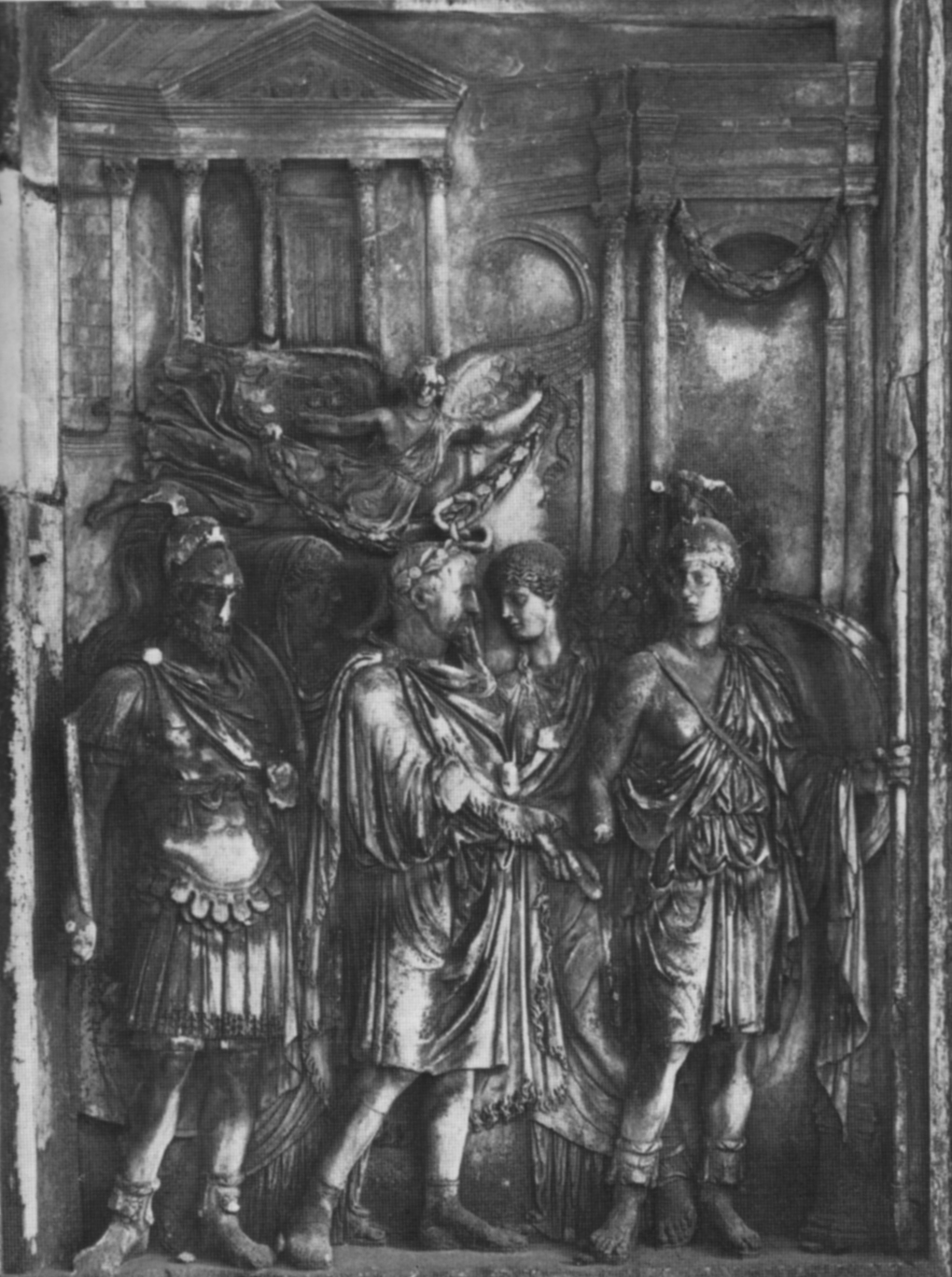
Adventus (Arco di Costantino)
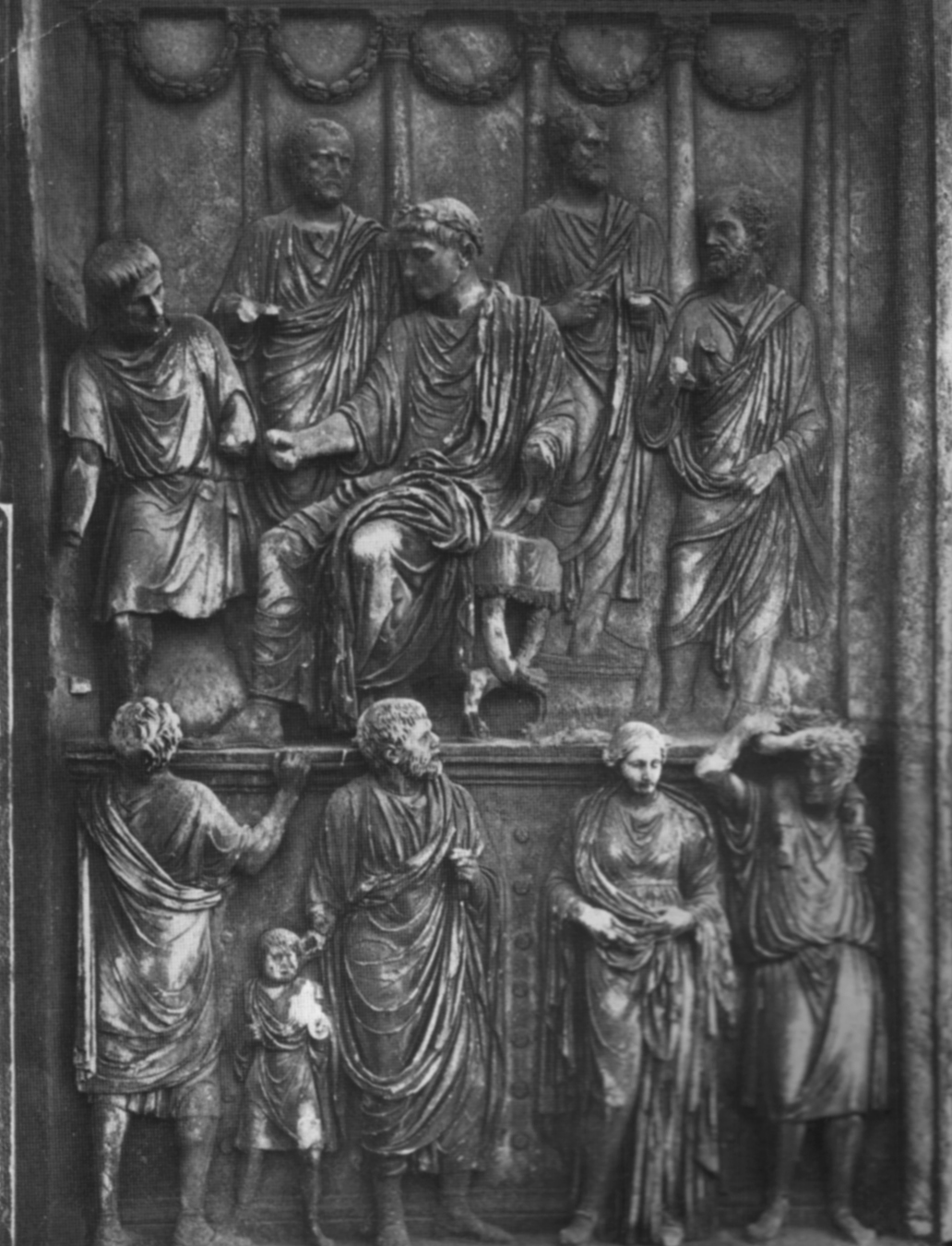
Liberalitas (Arco di Costantino)
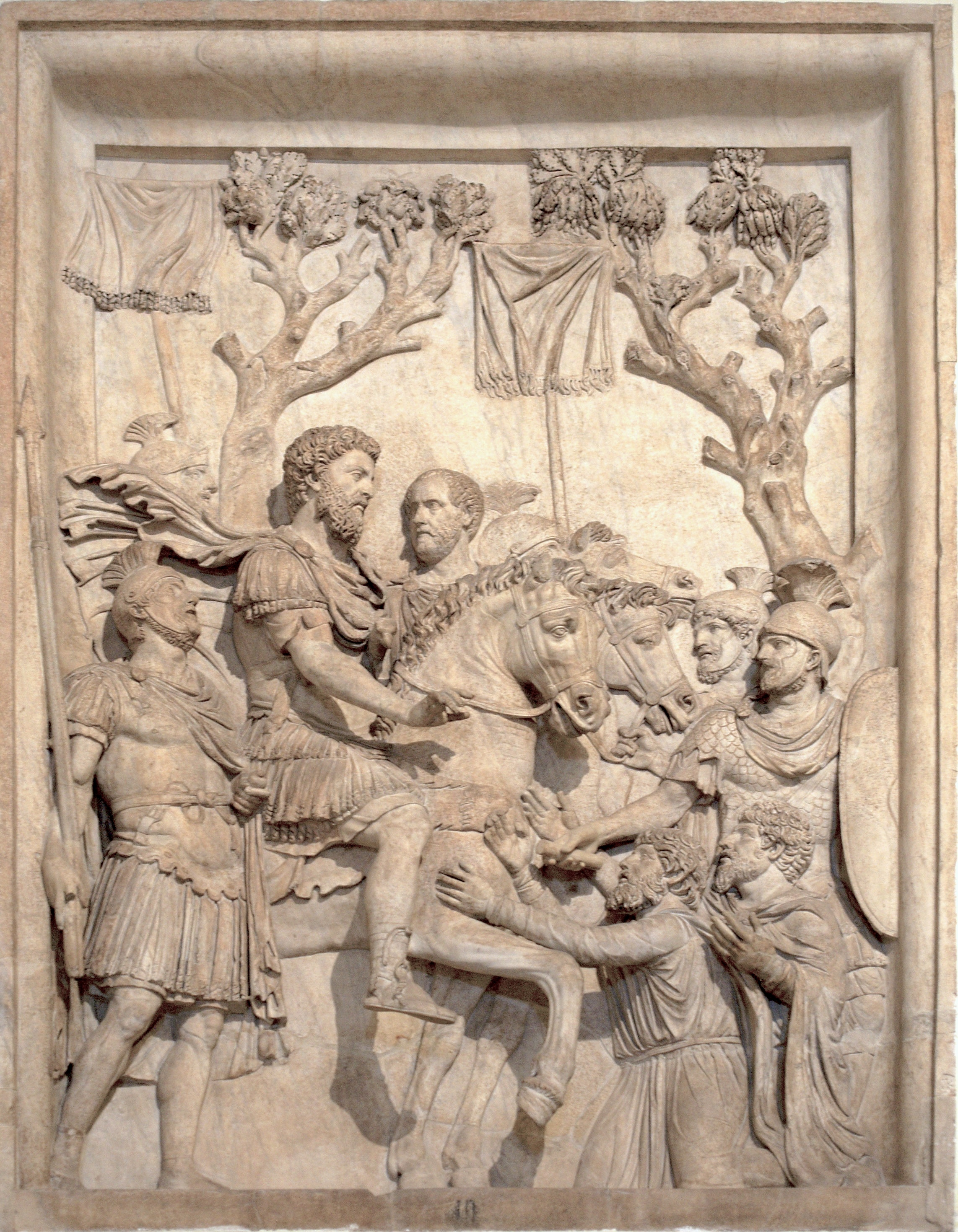
L'imperatore mostra clemenza ai capi dei barbari vinti (Musei Capitolini)
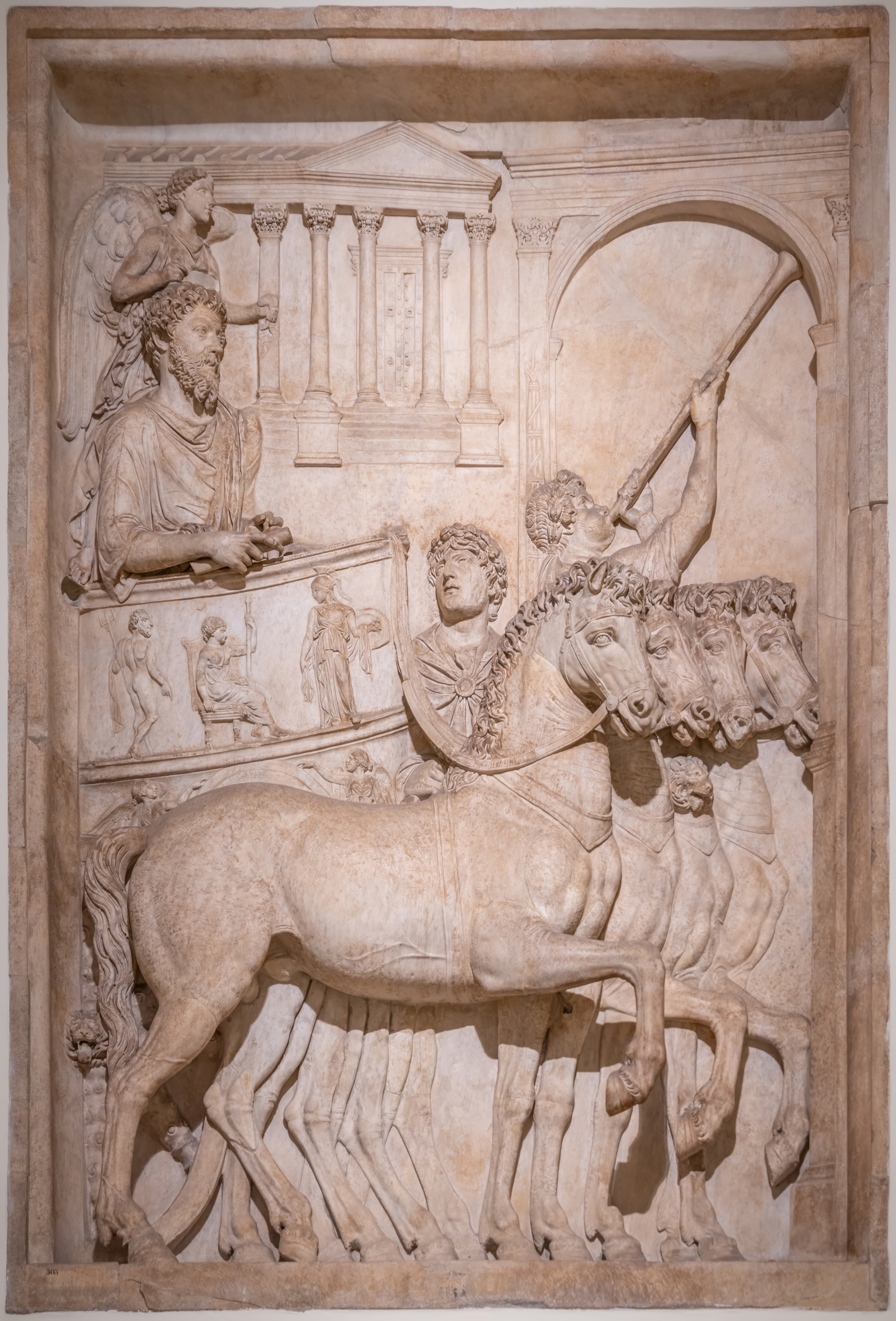
L'imperatore entra a Roma in trionfo (Musei Capitolini)
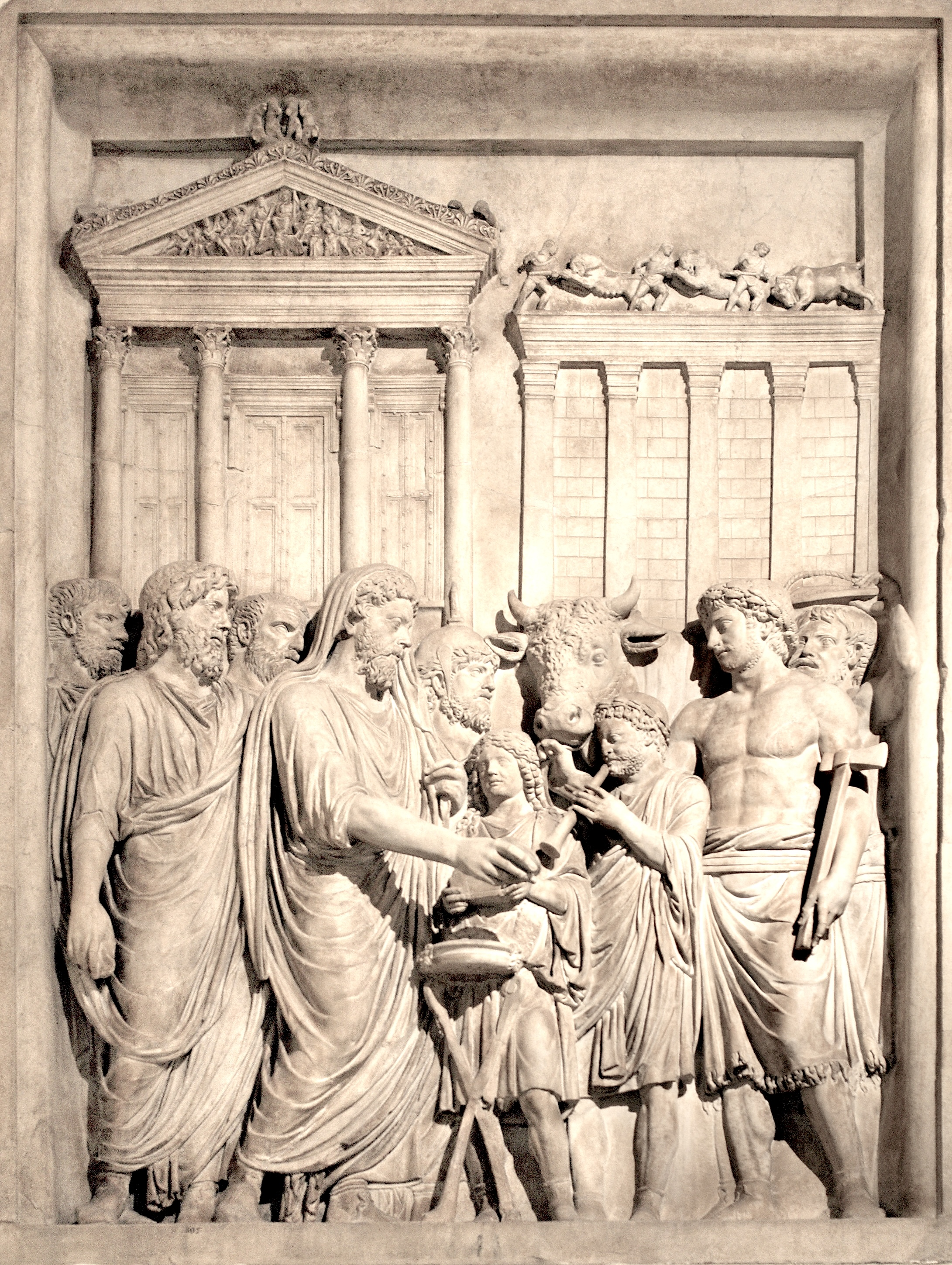
L'imperatore celebra un sacrificio davanti al tempio di Giove in Campidoglio (Musei Capitolini)